# Резоватовское сельское поселение
Резоватовское се́льское поселе́ние — упразднённое муниципальное образование в Ичалковском районе Мордовии Российской Федерации.
Административный центр — село Резоватово.

## История
Статус и границы сельского поселения установлены Законом Республики Мордовия от 1 декабря 2004 года № 98-З «Об установлении границ муниципальных образований Ичалковского муниципального района, Ичалковского муниципального района и наделении их статусом сельского поселения и муниципального района».
Законом от 27 ноября 2008 года, было упразднено Камаевское сельское поселение (сельсовет), а его единственный населённый пункт был включён в Резоватовское сельское поселение (сельсовет).
Законом от 17 мая 2018 года N 42-З Резоватовское сельское поселение и сельсовет были упразднены, а входившие в их состав населённые пункты были включены в состав Ладского сельского поселения и сельсовета с административным центром в селе Лада.

## Население
| 2002 | 2010 | 2012 | 2013 | 2014 | 2015 | 2016 |
| ---- | ---- | ---- | ---- | ---- | ---- | ---- |
| 615  | ↘452 | ↘437 | ↘415 | ↘409 | ↘387 | ↘375 |
| 2017 | 2018 | 2019 |      |      |      |      |
| ↘355 | ↘342 | ↘334 |      |      |      |      |

## Состав сельского поселения
| № | Населённый пункт | Тип населённого пункта       | Население |
| - | ---------------- | ---------------------------- | --------- |
| 1 | Калиново         | село                         | ↘54       |
| 2 | Камаево          | село                         | ↘149      |
| 3 | Маркино          | посёлок                      | ↘5        |
| 4 | Резоватово       | село, административный центр | ↘244      |